# La Capella Blanca
La Capella Blanca (en bretó Ar Chapel-Wenn, gal·ló La Chapèll-Blaunch, en francès La Chapelle-Blanche) és un municipi francès, situat a la regió de Bretanya, al departament de les Costes d'Armor.

## Demografia
| 1962                                       | 1968 | 1975 | 1982 | 1990 | 1999 |
| ------------------------------------------ | ---- | ---- | ---- | ---- | ---- |
| 192                                        | 236  | 181  | 180  | 169  | 165  |
| Des de 1962: població sense dobles comptes |      |      |      |      |      |

## Administració
| Període | Identitat       | Partit |
| ------- | --------------- | ------ |
| 2001-   | Gérard Bertrand |        |